# Don-Bosco-Kirche (Vilnius)

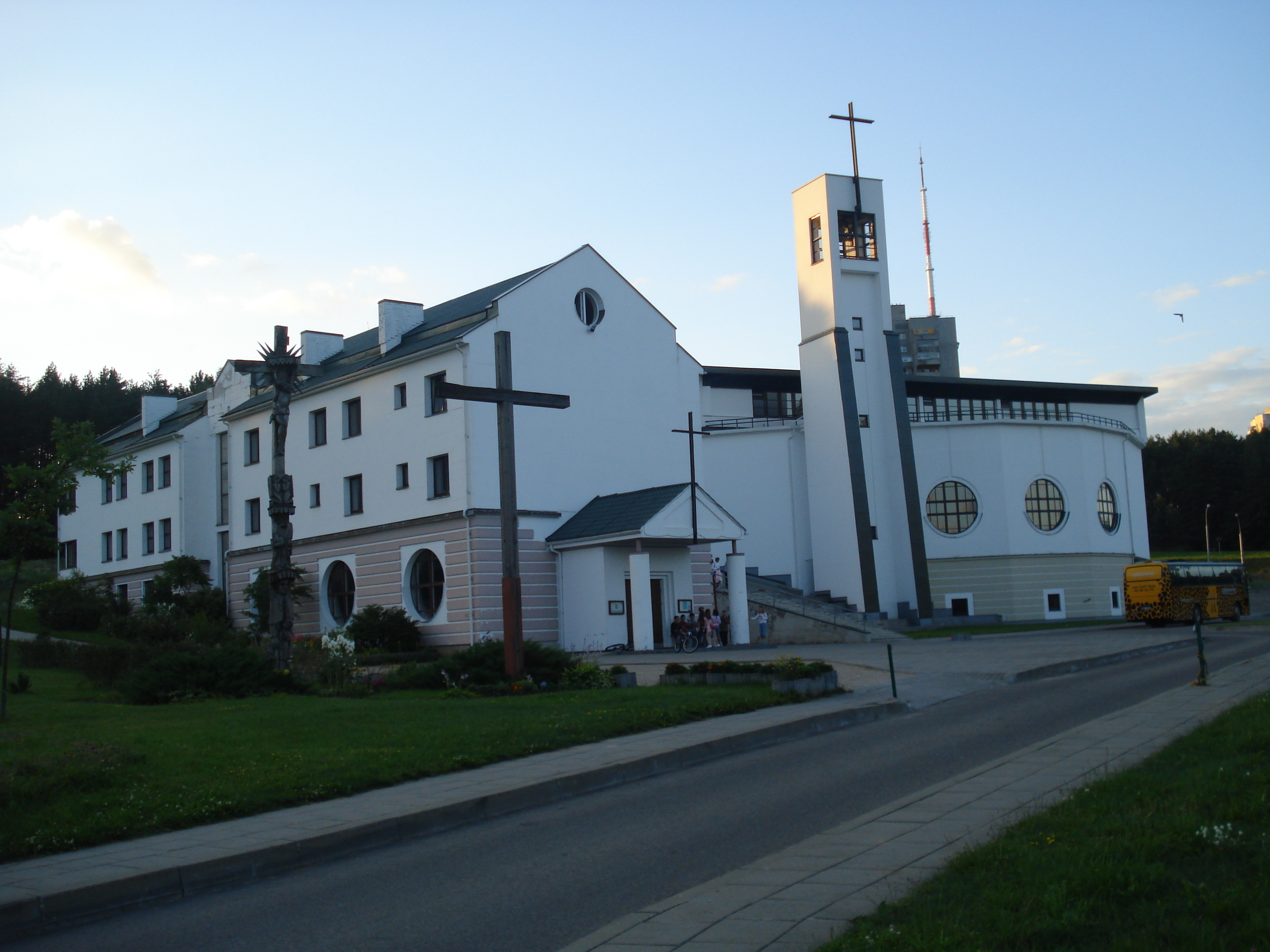
Kirche

Die Don-Bosco-Kirche Vilnius (lit. Vilniaus Šv. Jono Bosko Romos katalikų bažnyčia) ist eine römisch-katholische Kirche in der litauischen Hauptstadt Vilnius. Sie befindet sich im Stadtteil Lazdynai, Erfurto Str. 3. Der Gottesdienst findet litauisch und polnisch statt.

## Geschichte
Am 12. März 1990 wurde die Pfarrgemeinde im 2. Dekanat Vilnius im Erzbistum Vilnius errichtet. Am 31. Januar 1995 wurde eine Kapelle geweiht. Die Bauarbeiten der Kirche begannen 1992. 2002 wurde die Kirche geweiht. Der Projektautor war Architekt Vytautas Edmundas Čekanauskas (1930–2010). Der Mitautor war Architekt Vytenis Gerliakas.